# Kara śmierci w Danii
Kara śmierci (duński: dødsstraf) została w Danii ostatecznie zniesiona 1 czerwca 1978. Ostatnią publiczną egzekucję w tym kraju wykonano w roku 1882 na wyspie Lolland. W owym czasie metodą pozbawienia życia w majestacie prawa było ścięcie toporem. Duński kat był zatrudniany przez rząd królewski. Jego tytuł w j. duńskim brzmiał skarpretter. Ostatnim oficjalnym katem był Carl Peter Hermann Christensen, który zajmował ten urząd od 27 sierpnia 1906 do 1 kwietnia 1926, lecz nie był ani razu wzywany do wykonania wyroku. Ostatnim katem, który wykonał wyrok, był Theodor Seistrup. 
Po raz pierwszy karę śmierci w Danii zniesiono 1 stycznia 1933, utrzymując jednakże taką karę w prawie wojennym. Po zakończeniu okupacji niemieckiej w roku 1945 kara śmierci była wykonywana za zbrodnie popełnione głównie przez kolaborantów w okresie wojny. W latach 1945–1950 46 osób zostało na tej podstawie rozstrzelanych.